# Bar Nunn
Bar Nunn är en småstad (town) i Natrona County i centrala Wyoming i USA, med 2 213 invånare vid 2010 års folkräkning. Staden ligger i norra utkanten av staden Caspers storstadsområde.

## Historia
Orten grundades på 1970-talet av Romie Nunn, som även gav namn åt staden. Den grundades på platsen för staden Caspers tidigare flygplats, Wardwell Airport, i samband med att den nya Casper–Natrona County International Airport togs i drift. 1980 fick staden kommunalt självstyre. Staden har haft en snabb tillväxt, kopplad till energiindustriboomen i Wyoming.

## Kommunikationer
Staden ligger vid Interstate 25 omkring en halv mil norr om centrala Casper.